# Каштановка (Раздольненский район)
Кашта́новка (до 1948 года Кара́-Мерки́т; укр. Каштанівка, крымскотат. Qara Merkit, Къара Меркит) — село в Раздольненском районе Республики Крым, входит в состав Серебрянского сельского поселения (согласно административно-территориальному делению Украины — Серебрянского сельского совета Автономной Республики Крым)

## Население
| 2001 | 2014 |
| ---- | ---- |
| 99   | ↘43  |

Всеукраинская перепись 2001 года показала следующее распределение по носителям языка
| Язык             | Процент |
| ---------------- | ------- |
| русский          | 42.42   |
| крымскотатарский | 35.35   |
| украинский       | 22.22   |

### Динамика численности
| - 1806 год — 53 чел. - 1864 год — 10 чел. - 1892 год — 43 чел. - 1900 год — 116 чел. - 1915 год — 69/42 чел. - 1926 год — 219 чел. | - 1939 год — 132 чел. - 1989 год — 119 чел. - 2001 год — 99 чел. - 2009 год — 61 чел. - 2014 год — 43 чел. |

## Современное состояние
На 2016 год в Каштановке числится 2 улицы: Гагарина и Ленина; на 2009 год, по данным сельсовета, село занимало площадь 69,2 гектара, на которой в 20 дворах проживал 61 человек. Каштановка связана автобусным сообщением с райцентром и соседними населёнными пунктами.

## География
Каштановка — село в центре района, в степном Крыму. Расположено в верховье Ахтанской балки, впадающей в Бакальское озеро, высота центра села над уровнем моря — 68 м. Ближайшие населённые пункты — Березовка в 3 км на юг, Орловка в 4,5 км на север и Бахчёвка в 3,5 км на восток. Расстояние до райцентра около 26 километров (по шоссе), ближайшая железнодорожная станция — Евпатория — примерно 50 километров. Рядом в Каштановкой находится Ак-Мечетский курган с захоронением V века до н. э.
Транспортное сообщение осуществляется по региональной автодороге 35Н-022 Славянское — Евпатория (по украинской классификации С-0-11103).

## История
Первое документальное упоминание села встречается в Камеральном Описании Крыма… 1784 года, судя по которому, в последний период Крымского ханства Кара Эррелик входил в Мангытский кадылык Козловскаго каймаканства. После присоединения Крыма к России (8) 19 апреля 1783 года, (8) 19 февраля 1784 года, именным указом Екатерины II сенату, на территории бывшего Крымского ханства была образована Таврическая область и деревня была приписана к Евпаторийскому уезду. После павловских реформ, с 1796 по 1802 год входила в Акмечетский уезд Новороссийской губернии. По новому административному делению, после создания 8 (20) октября 1802 года Таврической губернии, Кара-Меркит был включён в состав Хоротокиятской волости Евпаторийского уезда.
По Ведомости о волостях и селениях, в Евпаторийском уезде с показанием числа дворов и душ… от 19 апреля 1806 года в деревне Кара-Меркит числилось 4 двора, 48 крымских татар и 5 ясыров. На военно-топографической карте генерал-майора Мухина 1817 года деревня Карамеркет обозначена с 8 дворами. После реформы волостного деления 1829 года Кара Меркит, согласно «Ведомости о казённых волостях Таврической губернии 1829 года» отнесли к Аксакал-Меркитской волости (переименованной из Хоротокиятской). На карте 1836 года в деревне 8 дворов, а на карте 1842 года Кара-Мерки обозначен условным знаком «малая деревня», то есть, менее 5 дворов.
В 1860-х годах, после земской реформы Александра II, деревню приписали к Биюк-Асской волости. Согласно «Памятной книжке Таврической губернии за 1867 год», деревня была покинута, в результате эмиграции крымских татар, особенно массовой после Крымской войны 1853—1856 годов, в Турцию и лежала в развалинах. В «Списке населённых мест Таврической губернии по сведениям 1864 года», составленном по результатам VIII ревизии 1864 года, Кара-Меркит — владельческий хутор с 2 дворами и 10 жителями при колодцах. По обследованиям профессора А. Н. Козловского 1867 года, вода в колодцах деревни была пресная, а их глубина достигала 30—40 саженей «и более» (63—85 м). На трёхверстовой карте Шуберта 1865—1876 года обозначен господский двор Кара-Меркит без указания числа дворов. Согласно «…Памятной книжке Таврической губернии на 1892 год», в посёлке Кара-Мертиз, входившем в Кадышский участок, было 43 жителя в 9 домохозяйствах.
Земская реформа 1890-х годов в Евпаторийском уезде прошла после 1892 года, в результате Кара-Меркит приписали к Агайской волости.
По «…Памятной книжке Таврической губернии на 1900 год» в деревне числилось 116 жителей в 1 дворе. По Статистическому справочнику Таврической губернии. Ч.II-я. Статистический очерк, выпуск пятый Евпаторийский уезд, 1915 год, в Агайской волости Евпаторийского уезда записана деревня Кара-Меркит № 1-й — 10 дворов с русским населением в количестве 36 человек приписных жителей и 42 — «посторонних», из которых 35 мужчин и 43 женщины. Жители владели 240 десятинами удобной земли (все дворы с землёй). В хозяйствах имелось 52 лошади, 6 волов, 18 коров и 60 голов мелкого скота. Также учтён посёлок Кара-Меркит № 2-й — 7 дворов с русским населением в количестве 33 человек приписных жителей, 16 мужчин и 17 женщин, 930 десятин удобной земли (все дворы с землёй), 49 лошадей, 6 волов, 9 коров и 12 голов мелкого скота.
После установления в Крыму Советской власти, по постановлению Крымревкома от 8 января 1921 года № 206 «Об изменении административных границ» была упразднена волостная система и в составе Евпаторийского уезда был образован Бакальский район, в который включили село, а в 1922 году уезды получили название округов. 11 октября 1923 года, согласно постановлению ВЦИК, в административное деление Крымской АССР были внесены изменения, в результате которых округа были отменены, Бакальский район упразднён и село вошло в состав Евпаторийского района. Согласно Списку населённых пунктов Крымской АССР по Всесоюзной переписи 17 декабря 1926 года, в состав Бий-Орлюкского сельсовета Евпаторийского района входили 2 села: Кара-Меркит I, в котором числилось 22 двора, из них 20 крестьянских, население составляло 94 человека, из них 36 русских, 36 украинцев и 6 немцев; Кара-Меркит II, в котором числилось 25 дворов, из них 20 крестьянских, население 125 человек, из них 101 украинец и 24 русских, действовала русская школа. Постановлением ВЦИК РСФСР от 30 октября 1930 года был создан Фрайдорфский еврейский национальный район (переименованный указом Президиума Верховного Совета РСФСР № 621/6 от 14 декабря 1944 года в Новосёловский) (по другим данным 15 сентября 1931 года) и село включили в его состав, а после создания в 1935 году Ак-Шеихского района (переименованного в 1944 году в Раздольненский) Кара-Меркит включили в его состав. По данным всесоюзной переписи населения 1939 года в селе проживало 132 человек.
С 25 июня 1946 года Кара-Меркит в составе Крымской области РСФСР. Указом Президиума Верховного Совета РСФСР от 18 мая 1948 года, Кара-Меркит переименовали в Каштановку (на самом деле довоенный находился западнее, на месте Каштановки был Алтынджи-Меркит: видимо, произошла путаница при переименовании опустевших после войны и депортаций сёл). 26 апреля 1954 года Крымская область была передана из состава РСФСР в состав УССР. Время включения в Берёзовский сельсовет пока не установлено: на 15 июня 1960 года село уже числилось в его составе.
Указом Президиума Верховного Совета УССР «Об укрупнении сельских районов Крымской области», от 30 декабря 1962 года Раздольненский район был упразднён и село присоединили к Черноморскому. 1 января 1965 года, указом Президиума ВС УССР «О внесении изменений в административное районирование УССР — по Крымской области», вновь включили в состав Раздольненского. По данным переписи 1989 года в селе проживало 119 человек. С 12 февраля 1991 года село в восстановленной Крымской АССР, 26 февраля 1992 года переименованной в Автономную Республику Крым. С 21 марта 2014 года в составе Крыма аннексирована Россией.